# Зони дії вибуху
Зони дії вибуху (англ. explosion action zones, нім. Explosionswirkungsbereiche m pl, Ezplosionzonen f pl) — характерні зони в масиві гірських порід навколо епіцентру вибуху. Розрізняють зону активного руйнування, зону розвалу та зону стиснення (подрібнення), за межами якої в міру віддалення від епіцентру вибуху знаходяться зона розпушення (зона тріщинуватості) та зона струсу гірського масиву.
При вибуху газоповітряної суміші виникає осередок вибуху з ударною хвилею, яка може приводити до руйнування будівель, споруд та обладнання. Найбільш вибухово- та пожежонебезпечні суміші з повітрям вуглеводних газів є: метан, пропан, бутилен, етилен, пропілен та ін. Вибух чи займистість цих газів настає при певному вмісту газу 1 м3 повітря; вибух — при 21 л газу, а займистість — при 95 л.
В осередку вибуху газоповітряної суміші відокремлюють три кругові зони (рис. 1): І — зона детонаційної хвилі; ІІ — зона дії продуктів вибуху; ІІІ — зона повітряної ударної хвилі. Зона детонаційної хвилі (зона 1) знаходиться у межах хмари вибуху. Радіус цієї зони R1 (м)